# Flávio Barra
Flávio Diniz Barra (Belém, 31 de dezembro de 1974) é um cantor, apresentador de televisão e jornalista brasileiro radicado em Recife, Pernambuco. Atualmente apresenta o programa Turma do Barra na TV Jornal.

## Biografia

### Primeiros anos e formação acadêmica
Barra nasceu em Belém, capital do Pará, em 1974. Formou-se em jornalismo em 1998 pela Universidade Federal do Pará (UFPA).

### Atuação
Já trabalhou em diversos veículos de comunicação em Pernambuco: foi apresentador do programa Muito Mais na TV Jornal (2001-2002), apresentador do programa Tribuna Show e do telejornal Cotidiano na TV Tribuna (2002-2012), teve uma rápida passagem na TV Brasília em 2012 e repórter na TV Jornal (2012-2013). Em 20 de janeiro de 2013, foi contratado pelo Diários Associados para apresentar o telejornal Jornal da Clube, em novembro de 2014 apresentou o Agora é Hora até 8 de março de 2019 na TV Clube.
Em 8 de março de 2019, anuncia a sua volta para TV Jornal no SBT.